# Vic Janowicz
Victor Felix Janowicz, detto Vic (Elyria, 26 febbraio 1930 – Columbus, 27 febbraio 1996), che ha giocato nel ruolo di halfback con i Washington Redskins della National Football League (NFL). Al college giocò a football all'Università statale dell'Ohio vincendo Heisman Trophy, il massimo riconoscimento individuale a livello universitario.

## Carriera professionistica
Dopo il college, Janowicz rifiutò diverse offerte per giocare nel football professionistico per inseguire una carriera nel baseball. Raggiunse le major league con i Pittsburgh Pirates ma una media di battuta di solo .214 lo fece tornare sui suoi passi. Debuttò nel football nella stagione 1954 con i Washington Redskins, divenendo il loro halfback titolare nel 1955. Durante il training camp 1956, subì un serio danno al cervello durante un incidente automobilistico che lo lasciò parzialmente paralizzato, concludendo la sua carriera da atleta.

## Palmarès
- Heisman Trophy - 1950
- Numero 31 ritirato dagli Ohio State Buckeyes
- College Football Hall of Fame

## Statistiche
| Touchdown | 7 |